# Драгочево
Драгочево је насељено место града Новог Пазара у Рашком округу. Име насеља долази од личног имена Драгоч или Драгош. Налази се на горњим странама Струмачког Брда, куће су груписане у два дела Кељевићи и Павловићи. Селу иначе припадају и засеоци Табалије и Врановиће који се код локалног становништва сматрају засебним селима.
Табалије се налазе на падинама брда Гувнина и Камиларе према Ибру и чине га две групе кућа: Краљевина и Петрова Њива.
Врановиће се налази са обе стране Врановнићског брда које заселак дели на две групе кућа Врановиће и Селиште. На раскрсници путева између Горњих Варага, Врановића и Витакова налази се Русалинско гробље иначе бугарско гробље, за које се везују многе легенде. На овом гробљу сахрањено је доста Јевреја, Влаха и Турака који су на путу Дубровник-Истанбул побијени од албанских пљачкаша. Неколико јеврејских породица остало је да живи у Драгочеву, прешавши у православне Павловиће. Село је познато и по Бошковићима, потомцима оца Руђера Бошковића, иначе херцеговца, који су из Дубровника прешли у село Корита код Подгорице, мешали се са Ромима а потом се настанили у Драгочеву. Према попису из 2022. било је 49 становника.

## Демографија
| Година       | 1948 | 1953 | 1961 | 1971 | 1981 | 1991 | 2002 | 2011 |
| ------------ | ---- | ---- | ---- | ---- | ---- | ---- | ---- | ---- |
| Становништво | 415  | 458  | 444  | 378  | 254  | 152  | 112  | 86   |

| Етнички састав према попису из 2002.‍ | Етнички састав према попису из 2002.‍ | Етнички састав према попису из 2002.‍ | Етнички састав према попису из 2002.‍ | Етнички састав према попису из 2002.‍ |
| ------------------------------------ | ------------------------------------ | ------------------------------------ | ------------------------------------ | ------------------------------------ |
|                                      |                                      |                                      |                                      |                                      |
| Срби                                 | Срби                                 |                                      | 112                                  | 100,0%                               |
| непознато                            | непознато                            |                                      | 0                                    | 0,0%                                 |

| Година пописа     | 1948. | 1953. | 1961. | 1971. | 1981. | 1991. | 2002. |
| ----------------- | ----- | ----- | ----- | ----- | ----- | ----- | ----- |
| Број домаћинстава | 52    | 53    | 63    | 59    | 51    | 44    | 30    |

| Број чланова      | 1 | 2 | 3 | 4 | 5 | 6 | 7 | 8 | 9 | 10 и више | Просек |
| ----------------- | - | - | - | - | - | - | - | - | - | --------- | ------ |
| Број домаћинстава | 5 | 9 | 2 | 1 | 3 | 7 | 2 | 1 | 0 | 0         | 3,73   |

| Пол    | Укупно | Неожењен/Неудата | Ожењен/Удата | Удовац/Удовица | Разведен/Разведена | Непознато |
| ------ | ------ | ---------------- | ------------ | -------------- | ------------------ | --------- |
| Мушки  | 49     | 14               | 29           | 6              | 0                  | 0         |
| Женски | 38     | 2                | 28           | 8              | 0                  | 0         |
| УКУПНО | 87     | 16               | 57           | 14             | 0                  | 0         |

| Пол    | Укупно                    | Пољопривреда, лов и шумарство | Рибарство                            | Вађење руде и камена | Прерађивачка индустрија       |
| ------ | ------------------------- | ----------------------------- | ------------------------------------ | -------------------- | ----------------------------- |
| Мушки  | 41                        | 28                            | 0                                    | 0                    | 5                             |
| Женски | 24                        | 16                            | 0                                    | 0                    | 5                             |
| УКУПНО | 65                        | 44                            | 0                                    | 0                    | 10                            |
| Пол    | Производња и снабдевање   | Грађевинарство                | Трговина                             | Хотели и ресторани   | Саобраћај, складиштење и везе |
| Мушки  | 0                         | 2                             | 2                                    | 0                    | 0                             |
| Женски | 0                         | 0                             | 0                                    | 0                    | 0                             |
| УКУПНО | 0                         | 2                             | 2                                    | 0                    | 0                             |
| Пол    | Финансијско посредовање   | Некретнине                    | Државна управа и одбрана             | Образовање           | Здравствени и социјални рад   |
| Мушки  | 0                         | 0                             | 0                                    | 0                    | 0                             |
| Женски | 0                         | 0                             | 0                                    | 0                    | 1                             |
| УКУПНО | 0                         | 0                             | 0                                    | 0                    | 1                             |
| Пол    | Остале услужне активности | Приватна домаћинства          | Екстериторијалне организације и тела | Непознато            | Непознато                     |
| Мушки  | 0                         | 0                             | 0                                    | 4                    | 4                             |
| Женски | 0                         | 0                             | 0                                    | 2                    | 2                             |
| УКУПНО | 0                         | 0                             | 0                                    | 6                    | 6                             |